# Hans Krieger
Hans Krieger (* 13. März 1933 in Frankfurt am Main; † 9. Januar 2023 in München) war ein deutscher Lyriker, Essayist, Schriftsteller, Journalist und Rundfunkautor. Er lebte und arbeitete vorwiegend in München.

## Leben
Hans Krieger studierte Germanistik und Romanistik in Frankfurt am Main, München und Dijon. Er war von 1963 bis 1998 Kulturredakteur und Leiter des Feuilletons der Bayerischen Staatszeitung. Krieger schrieb Gedichtbände, kulturkritische Essays, Theater- und Kunstkritiken, Buchübersetzungen aus dem Französischen und lehrte Theaterkritik an der Universität München. Er verfasste zahlreiche Funkvorträge und journalistische Arbeiten für den Bayerischen Rundfunk, den Sender Freies Berlin und den Deutschlandfunk sowie Literatur- und Sachbuchkritiken, u. a. in der Bayerischen Staatszeitung, der ZEIT, der Weltbühne und der Süddeutschen Zeitung. Krieger war von 1999 bis 2002 Präsident der Stiftung zur Förderung des Schrifttums e. V., München. Diese vergibt den Friedrich-Märker-Preis und den Silbergriffel.

### Kulturredakteur, Theater- und Kunstkritiker
Hans Krieger schrieb als Kulturredakteur der Bayerischen Staatszeitung sowie in anderen Zeitungen kulturkritische Essays, Theater- und Kunstkritiken. Als freier Publizist, Feuilletonist und Essayist arbeitete z. B. für die Süddeutschen Zeitung, die Nürnberger Nachrichten, Zeitschriften wie Ossietzky und verschiedene Rundfunkanstalten.
Für seine Essays wurde Hans Krieger 1997 mit dem „Friedrich-Märker-Preis“ ausgezeichnet, der u. a. auch an Peter Sloterdijk und Rüdiger Safranski ging. In seiner Laudatio betonte Albert von Schirnding die „umschweiflos informative“, „ungekünstelt differenzierte“ und „intuitiv sprachsichere“ Schreibweise des Essayisten. Als „Sprachkünstler“ und zugleich „unerbitterlichen Kritiker“ des Sprachzerfalls würdigte ihn Horst-Eberhard Richter im Vorwort zu dem 2003 als Buch erschienenen Essayband „Wortschritte“.

### Kritiker der Psychoanalyse
Während seiner langjährigen Tätigkeit bei der Bayerischen Staatszeitung meldete Krieger sich auch in anderen Zeitungen zu Wort. So schrieb er Anfang der siebziger Jahre in der ZEIT eine Serie von Essays über Leben und Werk von Wilhelm Reich (1897–1957).
Reich war in den 1920er Jahren einer der erfolgreichsten Psychoanalytiker, aber auch Begründer des Freudomarxismus und politischer Aktivist der KPD. Er wurde 1933 wegen seines Buchs Massenpsychologie des Faschismus aus der KPD und 1934, auf Betreiben Sigmund Freuds, aus nicht näher bezeichneten „wissenschaftlichen Gründen“, aus der Internationalen Psychoanalytischen Vereinigung ausgeschlossen. Reich ist seither bei der Linken umstritten und gilt bei Psychoanalytikern als persona non grata.
Einige von Reichs frühen, z. T. marxistischen Werken wurden Mitte der 60er Jahre in linken studentischen Kreisen wiederentdeckt und waren als illegale Nachdrucke sehr populär. Maßgebliche Theoretiker der studentischen Linken bzw. des SDS distanzierten sich jedoch von Reich, u. a. wegen dessen „undialektischer“ Theorie und vorgeblich normativer Auffassung von Sexualität. Reichs späterer naturforscherlicher Alleingang mit seiner „Entdeckung des Orgons“ wurde damals oft als Beweis für seine angebliche Geisteskrankheit angesehen.
Reich hatte um 1970 also – schon aufgrund seines (konträr zu seinen Intentionen von den Massenmedien usurpierten) Buchtitels „Die Sexuelle Revolution“ – eine ebenso beträchtliche wie zweifelhafte Popularität, aber kaum Reputation in wissenschaftlichen oder seriösen politischen Kreisen. In dieser Situation nahm Krieger das Erscheinen des ersten Bandes einer regulären Reich-Werkausgabe, seine „wissenschaftliche Autobiographie“, zum Anlass, einen Essay, Wilhelm Reich. Der Mann, der an unsere tiefsten Ängste rührte, zu schreiben, in dem er sachlich und prägnant einen Überblick über Reichs Leben und Gesamtwerk gab. Dieser Essay stand in deutlichem Kontrast zu den meist polemischen, banalen oder oberflächlichen Artikeln, die zuvor über Reich erschienen waren.
Auch die weiteren Bände der Werkausgabe jenes Mannes, der „bekämpft, verdammt und nun langsam wiederentdeckt“ wurde, besprach Krieger in längeren Rezensionsessays. Zwei Bücher über Reich, die 1971 erschienen, kritisierte er dagegen scharf als „Denunziation“. Vier bis fünf Jahre später deutete sich jedoch Kriegers Abkehr von Reich an, als er einem weiteren Rezensionsessay, Er flog so hoch..., den sprechenden Untertitel gab: Wilhelm Reich: Genialer Spinner – oder Begründer eines neuen wissenschaftlichen Zeitalters?
Krieger wandte sich danach als Rezensent anderen Autoren zu, die eine mehr oder weniger kritische Beziehung zur Psychoanalyse – aber auch zu Reich – hatten, z. B. Alice Miller, Arthur Janov oder Arno Gruen. Ein ähnlich starkes Engagement wie zeitweilig im Fall Reich zeigte Krieger aber allenfalls noch für Otto Mainzers Buch Die sexuelle Zwangswirtschaft. Ein erotisches Manifest.

### Engagement gegen die Rechtschreibreform
In den achtziger Jahren kam es zu einer Verlagerung des Schwerpunkts von Kriegers Interessen und Engagement. Zwar hatte er schon vorher, allein aufgrund seines Berufs als Kulturredakteur, an der Diskussion um die Regelung der Rechtschreibung teilgenommen.
Doch erst um 1990, als die verschiedenen Pläne zur Rechtschreibreform in die Phase der politischen Umsetzung drängten, profilierte sich Krieger durch seine Artikel und öffentlichen Auftritte als Kritiker der Rechtschreibreform. Er konnte aber weder seine Vorstellungen im gewünschten Ausmaß zur Geltung bringen noch den seiner Meinung nach „faulen Kompromiß“, der zur Verabschiedung der Rechtschreibreform von 1996 führte, verhindern. Im Sommer 1998 beendete Krieger altersbedingt seine Tätigkeit bei der Bayerischen Staatszeitung und setzte seine Kritik an der Rechtschreibreform als freier Publizist verstärkt fort. Am 22. August 2004 gründete er zusammen mit Friedrich Denk und anderen Reformkritikern in München den Verein „Rat für deutsche Rechtschreibung“ und wurde zu dessen Vorsitzendem gewählt. Im März 2006 bezeichnete er das von den Kultusministern gelobte Verhandlungsergebnis des Rates für deutsche Rechtschreibung als einen „vorgetäuschten Rechtschreibfrieden“.

### Lyriker und Übersetzer
Hans Krieger veröffentlichte seit 1993 zehn Gedichtbände. „Gedichte sind Musik aus Worten“, sagt Hans Krieger. Seine Lyrik macht nach dem Urteil des Münchner Kritikers Alexander Altmann „im Pulsieren der Silben den Herzschlag der Wirklichkeit spürbar“. Seine Lyrik ist getragen von einem energisch drängenden Rhythmus, und manchmal wird auch das virtuose Klangspiel des Reimes nicht verschmäht. Hans Kriegers Gedichte wurden in der Süddeutschen Zeitung als „traurig und hell“ zugleich charakterisiert.
Wenn Krieger in den letzten Jahren vorwiegend Bände mit eigenen Gedichten veröffentlichte, so ist das keineswegs Ausdruck eines Rückzugs in eine welt- oder auch nur politikentrückte Sphäre. Mit der Änderung der literarischen Form wurde Krieger wieder mehr zu einem Kulturkritiker im weiteren Sinn. Ein Zeugnis dafür ist die Gedichtsammlung Frei wie die Zäune – eine Saison in Virginia. Sie entstand während eines zweimonatigen Aufenthalts in den USA. Krieger befasst sich darin, so ein Rezensent, mit einem „System an Zeichen und Symbolen, an dem [er] eine Kontinuität der militärischen US-Barbarei gegen das ethnisch Andere festmacht – beginnend mit der Ausrottung der Indianer über die Sklaverei bis zu den Kriegen unserer Tage.“ Er beschwöre „die griechisch-römische Mystik, auf dass sie ihm helfe, gegen einen Mangel an moralischen Grundwerten Position zu beziehen.“ Krieger scheint sich also im Alter wieder jener fundamentalen kulturkritischen Position zu nähern, die er als Kritiker der Psychoanalyse eingenommen hatte. Als Poet ist er jedoch nicht genötigt zu argumentieren und dazu weniger angreifbar.
Den Herausforderungen des Lyrik-Übersetzens widmete Krieger einen eigenen Essay. „Zu den meisten meiner Lyrik-Übertragungen kam ich durch Ungenügen an dem, was ich vorfand. Und zwar am Ungenügen an der Klangform.“ Die Frage der Perfektion beschäftigt ihn, Vollkommenheit sei unter zeitgenössischen Lyrikern verpönt, „warum ist das so; warum muß formale Perfektion vermieden werden?“ Und: „Darf der Übersetzer das Original am Ende gar an formaler Perfektion überbieten?“

### Illustrationen und Musik
Seine Gedichte regten die Malerin und Grafikerin Christine Rieck-Sonntag an, sie mit Zeichnungen oder Bilderzyklen zu illustrieren. Der Komponist Graham Waterhouse vertonte eine Auswahl aus Das Asphalt-Zebra. Animalphabetische Verse unter dem Titel Animalia sowie Im Gebirg, uraufgeführt 2010 im Gasteig. Krieger schrieb für den Komponisten den Text für eine Weihnachtskantate, die in Schloss Borbeck am 4. Dezember 2011 aufgeführt wurde. Die zentrale Idee geht auf Angelus Silesius zurück: „Wird Christus tausendmal zu Bethlehem geborn / und nicht in dir; du bleibst noch ewiglich verlorn.“ (aus Der Cherubinische Wandersmann, I, 61). Der Text ist beeinflusst von Klaus-Peter Jörns und David Steindl-Rast.

## Auszeichnung
- 1997 Friedrich-Märker-Preis für Essayisten

## Werk

### Gedichtbände
- Gottverdauen – Ein Stimmengewirr. Gedichte. Mit Zeichnungen von Christine Rieck-Sonntag. München: Selbstverlag, 1993, IDN 94017524X
- Im Schattenschwarz deines Haars – Tag und Nacht der Liebe. Gedichte. München: Selbstverlag, 1995
- Blinzelblicke – Ein Frühjahr in Manhattan. Bilder und Gedichte. Mit einem Vorwort von Wieland Schmied. [Landshut]: Arcos-Verlag, 2000, 69 S., ISBN 3-935339-05-4
- Liedschattig. Gedichte. Waakirchen: Oreos-Verlag, 2004, ISBN 3-923657-76-5
- Frei wie die Zäune – eine Saison in Virginia. Gedichte. Mit Zeichnungen von Christine Rieck-Sonntag und einer CD: Der Autor liest. Waakirchen: Oreos-Verlag, 2005, ISBN 3-923657-82-X
- Das Asphalt-Zebra. Animalphabetische Verse. Mit Zeichnungen von Christine Rieck-Sonntag. Waakirchen: Oreos-Verlag, 2006, 135 S., ISBN 978-3-923657-90-2
- Nachtflügel. Gedichte. Mit Zeichnungen von Christine Rieck-Sonntag. Waakirchen: Oreos-Verlag, 2007, 150 S., ISBN 978-3-923657-87-2
- Apfelfall. Gedichte. Mit Zeichnungen von Christine Rieck-Sonntag. Waakirchen: Oreos-Verlag, 2010, 112 S., ISBN 978-3-923657-94-0
- Birkenlicht. Gedichte. Mit Zeichnungen von Christine Rieck-Sonntag. Berlin: Elfenbein Verlag, 2015, ISBN 978-3-941184-52-7
- Namenlot. Kreuzwortgedichte. Berlin: Elfenbein Verlag, 2017, 72 S., ISBN 978-3-941184-70-1
- Herbstblätter. 37 Spätlichtgedichte. Mit Illustrationen von Christine Rieck-Sonntag. Berlin: Elfenbein Verlag, 2023, 64 S., ISBN 978-3-96160-087-8

### Essays
- Artikelserie über Wilhelm Reich in Die Zeit:
  - Wilhelm Reich. Der Mann, der an unsere tiefsten Ängste rührte. In: Die Zeit, 10. Oktober 1969
  - Nachdruck: Wilhelm Reich. Der Mann, der an unsere tiefsten Ängste rührte als Broschüre: 34 S., Verlag K. N. Jürgensen, München, o. J. [ca. 1970]; 3., erw. Aufl., o. J. [ca. 1975], 39 S.
  - Die Grenzen der Psychoanalyse. In: Die Zeit, 27. November 1970
  - Der Einbruch der Sexualmoral. In: Die Zeit, 14. Juli 1972
  - Eine Denunziation. In: Die Zeit, 27. Oktober 1972
  - Er flog so hoch. Wilhelm Reich: Genialer Spinner oder Begründer eines neuen wissenschaftlichen Zeitalters? In: Die Zeit, 4. April 1975
- Wachstumslogik und Regulierungswahn. In: Hans-Werner Eroms; Horst Haider Munske (Hrsg.): Die Rechtschreibreform. Pro und Kontra, Berlin: Erich Schmidt Verlag, 1997, 264 S., ISBN 3-503-03786-1, S. 117–126.
- Der Rechtschreib-Schwindel. Zwischenrufe zu einem absurden Reformtheater, 1. Auflage, 1998, 152 S., 2. erweiterte Auflage, mit neuen Texten zur aktuellen Entwicklung. St. Goar: Leibniz-Verlag, 2000, 207 S., ISBN 3-931155-11-0
- Wortschritte – Über Kunst und Politik, über Gott und die Welt. Essay. Mit einem Vorwort von Horst-Eberhard Richter. [Landshut]: Arcos-Verlag, 2003, 225 S., ISBN 3-935339-08-9
- Als wir die Mauer bauten. Ein selbstkritischer Westblick auf die ehemalige DDR. [Berlin]: Edition Bodoni, 2009, 83 S., ISBN 978-3-940781-03-1
- Vom Sinn der Form. Anfechtungen beim Lyrik-Übersetzen. In: Sinn und Form 2/2019, S. 277–279

### Erzählung
- Kunstbrand Mit Zeichnungen von Christine Rieck-Sonntag. München: Verlag Sankt Michaelsbund, 2009, 112 S, ISBN 978-3-939905-39-4

### Übersetzungen
- Marthe Robert: Sigmund Freud, zwischen Moses und Ödipus. Die jüdischen Wurzeln der Psychoanalyse. Aus dem Französischen von Hans Krieger. Deutsche Erstausgabe. München: List, 1975, 192 S., ISBN 3-471-78520-5
- Henri Troyat: Die große Katharina. Aus dem Französischen von Hans Krieger. München: Paul List, 1980, 511 S., ISBN 3-471-78915-4
- Arno Gruen: Ein früher Abschied. Objektbeziehungen und psychosomatische Hintergründe beim plötzlichen Kindstod. Teile dieses Buches wurden von Gabriele Kuby aus dem Amerikanischen übersetzt und von Hans Krieger bearbeitet. Göttingen: Vandenhoeck und Ruprecht, 1999, 211 S., ISBN 3-525-45846-0 (1. Auflage u. d. Titel: Der frühe Abschied, München: Kösel, 1988, ISBN 3-466-34215-5)
- Paul Verlaine: Poèmes = Gedichte. Neu übertragen von Hans Krieger. Mit Zeichnungen von Christine Rieck-Sonntag. Berlin: Elfenbein Verlag, 2016, 165 S., ISBN 978-3-941184-62-6 (1. Auflage: Waakirchen: Oreos-Verlag, 2005)
- Marceline Desbordes-Valmore: Tag des Feuers. Gedichte. Passau: Verlag Karl Stutz, 2012, 157 S., ISBN 978-3-88849-067-5
- Gabriele d’Annunzio: Alcyone. Übersetzt von Ernst-Jürgen Dreyer und Geraldine Gabor unter Mitarbeit von Hans Krieger. Mit einem Anhang versehen von Geraldine Gabor und einem Nachwort von Ernst-Jürgen Dreyer. Berlin: Elfenbein Verlag, 2013, ISBN 978-3-941184-16-9

### Herausgeberschaft
- Dorothea-Sophie Buck-Zerchin: Auf der Spur des Morgensterns – Psychose als Selbstfindung, ein Erlebnisbericht. Hrsg. von Hans Krieger, München; Leipzig: List, 1990, 253 S., ISBN 3-471-78752-6; Neuausgabe: Auf der Spur des Morgensterns ... Wie es weiterging. Hrsg. von Hans Krieger. Neumünster: Paranus-Verlag, 2005, 305 S., ISBN 3-926200-65-0 – (Diagnose: Schizophrenie. Mit neunzehn gilt Sophie als unheilbar geisteskrank. Doch sie findet ihren eigenen Weg, gesund zu werden.)